# Exo Le Richelain
Exo Le Richelain est une ancienne constituante de l'organisme Exo assurant un service de transport en commun sur le territoire des villes de Candiac, La Prairie et Saint-Philippe en Montérégie, au Québec (Canada).
En 2020, Exo amorce la refonte des services d'autobus d'Exo Le Richelain, simultanément à ceux d'Exo Chambly-Richelieu-Carignan et d'Exo Roussillon, et ce, en vue de l'arrivée prochaine du Réseau express métropolitain (REM). 
En mai 2023, dans le cadre de sa refonte des lignes d'autobus et en vue de l'entrée en service du REM, Exo annonce la fusion de cette constituante avec celle du secteur Roussillon pour créer le secteur Le Richelain-Roussillon. Ce changement entre en vigueur le 31 juillet 2023. 

## Lignes
| No.             | Nom de la ligne        | Terminus             | Terminus | Terminus              | Description    | Opération                           |
| --------------- | ---------------------- | -------------------- | -------- | --------------------- | -------------- | ----------------------------------- |
| 11              | Saint-Philippe         | Saint-Philippe       | ↔        | Candiac               |                | Lundi au vendredi. Pointe AM et PM. |
| 21              | Vieux La Prairie       | La Prairie           | ↔        | La Prairie            | via Candiac    | Lundi au vendredi. Pointe AM et PM. |
| 22              | La Magdeleine          | La Prairie           | ↔        | La Prairie            |                | Lundi au vendredi. Pointe AM et PM. |
| 23              | Grand-Boisé            | La Prairie           | ↔        | La Prairie            |                | Lundi au vendredi. Pointe AM et PM. |
| 121             | La Prairie             | La Prairie           | ↔        | Terminus Centre-Ville |                | Lundi au vendredi. Pointe AM.       |
| 122             | La Prairie             | La Prairie           | ↔        | Terminus Centre-Ville |                | Lundi au vendredi. Pointe AM.       |
| 123             | La Prairie             | La Prairie           | ↔        | Terminus Centre-Ville |                | Lundi au vendredi. Pointe AM et PM. |
| 124             | La Prairie             | La Prairie           | ↔        | Terminus Centre-Ville |                | Lundi au vendredi. Pointe AM et PM. |
| 28              | Hors Pointe La Prairie | La Prairie           | ↔        | La Prairie            |                | Toute la semaine.                   |
| 29              | Hors Pointe La Prairie | La Prairie           | ↔        | La Prairie            |                | Toute la semaine.                   |
| 31              | Jean-Leman             | Candiac              | ↔        | Candiac               | via La Prairie | Lundi au vendredi. Pointe AM et PM. |
| 32              | Deauville              | Candiac              | ↔        | Candiac               |                | Lundi au vendredi. Pointe AM et PM. |
| 33              | Champlain              | Candiac              | ↔        | Candiac               |                | Lundi au vendredi. Pointe AM et PM. |
| 132             | Candiac                | Terminus Mansfield   | ↔        | Terminus Centre-Ville | via Candiac    | Lundi au vendredi. Pointe AM et PM. |
| 133             | Candiac                | Candiac              | ↔        | Terminus Centre-Ville | via Brossard   | Lundi au vendredi. Pointe AM.       |
| 38              | Hors Pointe Candiac    | Candiac              | ↔        | Candiac               | via La Prairie | Toute la semaine.                   |
| 39              | Hors Pointe Candiac    | Candiac              | ↔        | Candiac               | via La Prairie | Toute la semaine.                   |
| 321             | Express La Prairie     | La Prairie           | ↔        | Terminus Centre-Ville | via Brossard   | Toute la semaine.                   |
| 323             | Express Candiac        | Candiac              | ↔        | Terminus Centre-Ville |                | Toute la semaine.                   |
| 340             | Longueil               | Candiac / La Prairie | ↔        | Candiac / La Prairie  | via Longueil   | Toute la semaine.                   |
| 341             | Longueil               | La Prairie           | ↔        | La Prairie            | via Longueil   | Lundi au vendredi. Pointe AM et PM. |
| 343             | Longeuil               | Candiac              | ↔        | Candiac               | via Longueil   | Lundi au vendredi. Pointe AM et PM. |
| T11             | Taxibus Saint-Philippe | Saint-Philippe       | ↔        | Saint-Philippe        |                | Lundi au vendredi. Pointe AM et PM. |
| T12             | Taxibus Saint-Philippe | Saint-Philippe       | ↔        | La Prairie            |                | Lundi au vendredi. Pointe AM et PM. |
| T22             | Taxibus La Clairière   | La Prairie           | ↔        | La Prairie            |                | Lundi au vendredi. Pointe PM.       |
| T25             | Taxibus La Prairie     | La Prairie           | ↔        | La Prairie            |                | Lundi au vendredi. Pointe AM et PM. |
| T27             | Taxibus La Prairie     | La Prairie           | ↔        | La Prairie            |                | Toute la semaine.                   |
| T28             | Taxibus La Prairie     | La Prairie           | ↔        | La Prairie            |                | Toute la semaine.                   |
| T35             | Taxibus Candiac        | Candiac              | ↔        | Candiac               |                | Lundi au vendredi.                  |
| T36             | Taxibus Candiac        | Candiac              | ↔        | Candiac               |                | Lundi au vendredi.                  |
| T37             | Taxibus Candiac        | Candiac              | ↔        | Candiac               |                | Toute la semaine.                   |
| T51             | Taxibus Panama         | Candiac              | ↔        | Terminus Panama       | via La Prairie | Lundi au vendredi. Pointe AM et PM. |
| Horaire complet |                        |                      |          |                       |                |                                     |